# Porella vallis-gratiae
Porella vallis-gratiae là một loài rêu trong họ Porellaceae. Loài này được S.W. Arnell mô tả khoa học đầu tiên năm 1955.
Danh pháp khoa học của loài này chưa được làm sáng tỏ. 